# اسنیکرز
اسنیکرز (به انگلیسی: Snickers) نام تجاری شیرینی ساخته شده توسط شرکت مارس اینکورپوریتد می‌باشد، که شامل نوقا با کارامل و بادام زمینی است و از لایه‌ای مرکب از شکلات و شیر پوشیده شده است. محصول اسنیکرز سالانه بیش از ۲ میلیارد دلار در سطح جهانی، به فروش می‌رسد، بر طبق ادعای شرکت، به منظور اجتناب از واکنش آلرژی مصرف کنندگان و حساسیت زدائی آنها به مواد غذائی، در اظهارات مواد تشکیل دهنده و برچسب شده بر روی محصول، کمال صداقت را در مورد حقوق مصرف کننده رعایت کرده است و طبق مرام نامه شرکت، سخت گیرانه‌ترین قوانین در این زمینه لحاظ شده است

## ترکیبات
شیر شکلات (شکر، کره کاکائو، شکلات، شیر بدون چربی، لاکتوز، چربی شیر، سویا، لسیتین، عطر یا اسانس، و طعم دهنده مصنوعی)، بادام زمینی، شربت ذرت، شکر، روغن نخل یا پالم، شیر بدون چربی، هیدروژنه روغن سویا، نمک و سفیده تخم مرغ می‌باشد، همچنین کل چربی این شکلات ۱۲ گرم و چربی تِرانس آن صفر می‌باشد، این شکلات دارای ۱۲۰ میلی گرم سُدیم و ۳۳ گرم کربوهیدرات می‌باشد که ۱۱ درصد از کل آن را تشکیل می‌دهد، میزان فیبر آن ۱ گرم برابر با ۴ درصد از کل و میزان شکر آن ۲۷ گرم است، اسنیکرز دارای ۴ گرم پروتئین به همراه میزان معتنابهی از انواع ویتامین‌های خانواده A، C، و کلسیم و آهن می‌باشد